# Campionato europeo maschile di pallamano 2026
Il campionato europeo maschile di pallamano 2026 sarà la 17ª edizione del massimo torneo di pallamano per squadre nazionali maschili, organizzato dalla European Handball Federation (EHF). Il torneo si disputerà dal 15 gennaio al 1º febbraio 2026 in Danimarca, Norvegia e Svezia.

## Assegnazione del torneo
Il 20 novembre 2021, nel corso del 14º Congresso Straordinario dell'EHF tenutosi nella sede centrale di Vienna, la candidatura congiunta di Danimarca, Norvegia e Svezia vinse l'assegnazione a seguito della rinuncia della Svizzera.

## Formato
Le 24 nazionali partecipanti sono state suddivise in sei gironi da quattro squadre ciascuno. Le prime due classificate accedono alla seconda fase, dove sono suddivise in due gironi da sei squadre ciascuno: ciascuna squadra porta nella seconda fase i punti conquistati contro l'altra qualificate del proprio girone e affronta le altre quattro squadre. Le prime due classificate accedono alle semifinali, mentre le terze partecipano alla finale per il quinto posto. La prime tre classificate si qualificano al campionato mondiale 2027 e al campionato europeo 2028.

## Impianti
La manifestazione si giocherà in quattro impianti divisi in altrettante città: il main round verrà giocato tra Herning (Danimarca) e Malmö (Svezia). La sede di Oslo è stata decisa successivamente come sostituta di Trondheim.
| Oslo, Norvegia                    | Herning Malmö Kristianstad Oslo | Kristianstad, Svezia               |
| --------------------------------- | ------------------------------- | ---------------------------------- |
| Telenor Arena Capacità: 15 000    | Herning Malmö Kristianstad Oslo | Kristianstad Arena Capacità: 4 700 |
|                                   | Herning Malmö Kristianstad Oslo |                                    |
| Herning, Danimarca                | Herning Malmö Kristianstad Oslo | Malmö, Svezia                      |
| Jyske Bank Boxen Capacità: 12 500 | Herning Malmö Kristianstad Oslo | Malmö Arena Capacità: 13 000       |
|                                   | Herning Malmö Kristianstad Oslo |                                    |

## Qualificazioni

### Squadre qualificate
| Nazione            | Qualificata come                          | Data di qualificazione | Precedenti partecipazioni1,2                                                                        |
| ------------------ | ----------------------------------------- | ---------------------- | --------------------------------------------------------------------------------------------------- |
| Danimarca          | Nazione ospitante                         | 20 novembre 2021       | 15 (1994, 1996, 2000, 2002, 2004, 2006, 2008, 2010, 2012, 2014, 2016, 2018, 2020, 2022, 2024)       |
| Svezia             | Nazione ospitante                         | 20 novembre 2021       | 15 (1994, 1996, 1998, 2000, 2002, 2004, 2008, 2010, 2012, 2014, 2016, 2018, 2020, 2022, 2024)       |
| Norvegia           | Nazione ospitante                         | 20 novembre 2021       | 11 (2000, 2006, 2008, 2010, 2012, 2014, 2016, 2018, 2020, 2022, 2024)                               |
| Francia            | Vincitore Euro24                          | 26 gennaio 2024        | 16 (1994, 1996, 1998, 2000, 2002, 2004, 2006, 2008, 2010, 2012, 2014, 2016, 2018, 2020, 2022, 2024) |
| Islanda            | Qualificazioni                            | 15 marzo 2025          | 14 (2000, 2002, 2004, 2006, 2008, 2010, 2012, 2014, 2016, 2018, 2020, 2022, 2024)                   |
| Croazia            | Qualificazioni                            | 15 marzo 2025          | 16 (1994, 1996, 1998, 2000, 2002, 2004, 2006, 2008, 2010, 2012, 2014, 2016, 2018, 2020, 2022, 2024) |
| Slovenia           | Qualificazioni                            | 15 marzo 2025          | 14 (1994, 1996, 2000, 2002, 2004, 2006, 2008, 2010, 2012, 2014, 2016, 2018, 2020, 2022, 2024)       |
| Portogallo         | Qualificazioni                            | 16 marzo 2025          | 8 (1994, 2000, 2002, 2004, 2006, 2020, 2022, 2024)                                                  |
| Germania           | Qualificazioni                            | 7 maggio 2025          | 15 (1994, 1996, 1998, 2000, 2002, 2004, 2006, 2008, 2010, 2012, 2016, 2018, 2020, 2022, 2024)       |
| Rep. Ceca          | Qualificazioni                            | 7 maggio 2025          | 12 (1996, 1998, 2002, 2004, 2008, 2010, 2012, 2014, 2018, 2020, 2022, 2024)                         |
| Ungheria           | Qualificazioni                            | 7 maggio 2025          | 15 (1994, 1996, 1998, 2004, 2006, 2008, 2010, 2012, 2014, 2016, 2018, 2020, 2022, 2024)             |
| Fær Øer            | Qualificazioni                            | 8 maggio 2025          | 1 (2024)                                                                                            |
| Georgia            | Qualificazioni                            | 8 maggio 2025          | 1 (2024)                                                                                            |
| Montenegro         | Qualificazioni                            | 8 maggio 2025          | 7 (2008, 2014, 2016, 2018, 2020, 2022, 2024)                                                        |
| Paesi Bassi        | Qualificazioni                            | 8 maggio 2025          | 3 (2020, 2022, 2024)                                                                                |
| Spagna             | Qualificazioni                            | 8 maggio 2025          | 17 (1994, 1996, 1998, 2000, 2002, 2004, 2006, 2008, 2010, 2012, 2014, 2016, 2018, 2020, 2022, 2024) |
| Austria            | Qualificazioni                            | 11 maggio 2025         | 6 (2010, 2014, 2018, 2020, 2022, 2024)                                                              |
| Macedonia del Nord | Qualificazioni                            | 11 maggio 2025         | 8 (1998, 2012, 2014, 2016, 2018, 2020, 2022, 2024)                                                  |
| Polonia            | Qualificazioni                            | 11 maggio 2025         | 11 (2000, 2002, 2004, 2006, 2008, 2010, 2012, 2014, 2016, 2020, 2022, 2024)                         |
| Serbia             | Qualificazioni                            | 11 maggio 2025         | 8 (2010, 2012, 2014, 2016, 2018, 2020, 2022, 2024)                                                  |
| Romania            | Prima miglior terza alle qualificazioni   | 11 maggio 2025         | 3 (1994, 1996, 2024)                                                                                |
| Italia             | Seconda miglior terza alle qualificazioni | 11 maggio 2025         | 1 (1998)                                                                                            |
| Svizzera           | Terza miglior terza alle qualificazioni   | 11 maggio 2025         | 5 (2002, 2004, 2006, 2020, 2024)                                                                    |
| Ucraina            | Quarta miglior terza alle qualificazioni  | 11 maggio 2025         | 7 (2000, 2002, 2004, 2006, 2010, 2020, 2022)                                                        |

1 Il grassetto indica la vittoria del torneo
2 Il corsivo indica se è stata la nazione ospitante del torneo

## Sorteggio
Le fasce d'estrazione per il sorteggio sono state rese note il 12 maggio 2025. Il sorteggio dei gironi si è tenuto il 15 maggio 2025 a Herning.
| Urna 1                                                          | Urna 2                                                         | Urna 3                                                                          | Urna 4                                                     |
| --------------------------------------------------------------- | -------------------------------------------------------------- | ------------------------------------------------------------------------------- | ---------------------------------------------------------- |
| - Francia - Danimarca - Svezia - Germania - Ungheria - Slovenia | - Portogallo - Norvegia - Islanda - Croazia - Spagna - Fær Øer | - Austria - Paesi Bassi - Montenegro - Rep. Ceca - Polonia - Macedonia del Nord | - Georgia - Serbia - Svizzera - Romania - Ucraina - Italia |

## Turno preliminare

### Girone A

#### Classifica
| Pos. | Squadra  | Pt | G | V | N | P | GF | GS | DR |
| ---- | -------- | -- | - | - | - | - | -- | -- | -- |
| 1.   | Germania | 0  | 0 | 0 | 0 | 0 | 0  | 0  | 0  |
| 2.   | Spagna   | 0  | 0 | 0 | 0 | 0 | 0  | 0  | 0  |
| 3.   | Austria  | 0  | 0 | 0 | 0 | 0 | 0  | 0  | 0  |
| 4.   | Serbia   | 0  | 0 | 0 | 0 | 0 | 0  | 0  | 0  |

#### Risultati
| Herning 15 gennaio 2026, ore 18:00 | Spagna | – | Serbia | Jyske Bank Boxen |

| Herning 15 gennaio 2026, ore 20:30 | Germania | – | Austria | Jyske Bank Boxen |

| Herning 17 gennaio 2026, ore 18:00 | Austria | – | Spagna | Jyske Bank Boxen |

| Herning 17 gennaio 2026, ore 20:30 | Serbia | – | Germania | Jyske Bank Boxen |

| Herning 19 gennaio 2026, ore 18:00 | Austria | – | Serbia | Jyske Bank Boxen |

| Herning 19 gennaio 2026, ore 20:30 | Germania | – | Spagna | Jyske Bank Boxen |

### Girone B

#### Classifica
| Pos. | Squadra            | Pt | G | V | N | P | GF | GS | DR |
| ---- | ------------------ | -- | - | - | - | - | -- | -- | -- |
| 1.   | Danimarca          | 0  | 0 | 0 | 0 | 0 | 0  | 0  | 0  |
| 2.   | Portogallo         | 0  | 0 | 0 | 0 | 0 | 0  | 0  | 0  |
| 3.   | Macedonia del Nord | 0  | 0 | 0 | 0 | 0 | 0  | 0  | 0  |
| 4.   | Romania            | 0  | 0 | 0 | 0 | 0 | 0  | 0  | 0  |

#### Risultati
| Herning 16 gennaio 2026, ore 18:00 | Portogallo | – | Romania | Jyske Bank Boxen |

| Herning 16 gennaio 2026, ore 20:30 | Danimarca | – | Macedonia del Nord | Jyske Bank Boxen |

| Herning 18 gennaio 2026, ore 18:00 | Macedonia del Nord | – | Portogallo | Jyske Bank Boxen |

| Herning 18 gennaio 2026, ore 20:30 | Romania | – | Danimarca | Jyske Bank Boxen |

| Herning 20 gennaio 2026, ore 18:00 | Macedonia del Nord | – | Romania | Jyske Bank Boxen |

| Herning 20 gennaio 2026, ore 20:30 | Danimarca | – | Portogallo | Jyske Bank Boxen |

### Girone C

#### Classifica
| Pos. | Squadra   | Pt | G | V | N | P | GF | GS | DR |
| ---- | --------- | -- | - | - | - | - | -- | -- | -- |
| 1.   | Francia   | 0  | 0 | 0 | 0 | 0 | 0  | 0  | 0  |
| 2.   | Norvegia  | 0  | 0 | 0 | 0 | 0 | 0  | 0  | 0  |
| 3.   | Rep. Ceca | 0  | 0 | 0 | 0 | 0 | 0  | 0  | 0  |
| 4.   | Ucraina   | 0  | 0 | 0 | 0 | 0 | 0  | 0  | 0  |

#### Risultati
| Oslo 15 gennaio 2026, ore 18:00 | Francia | – | Rep. Ceca | Telenor Arena |

| Oslo 15 gennaio 2026, ore 20:30 | Norvegia | – | Ucraina | Telenor Arena |

| Oslo 17 gennaio 2026, ore 18:00 | Ucraina | – | Francia | Telenor Arena |

| Oslo 17 gennaio 2026, ore 20:30 | Rep. Ceca | – | Norvegia | Telenor Arena |

| Oslo 19 gennaio 2026, ore 18:00 | Rep. Ceca | – | Ucraina | Telenor Arena |

| Oslo 19 gennaio 2026, ore 20:30 | Francia | – | Norvegia | Telenor Arena |

### Girone D

#### Classifica
| Pos. | Squadra    | Pt | G | V | N | P | GF | GS | DR |
| ---- | ---------- | -- | - | - | - | - | -- | -- | -- |
| 1.   | Slovenia   | 0  | 0 | 0 | 0 | 0 | 0  | 0  | 0  |
| 2.   | Fær Øer    | 0  | 0 | 0 | 0 | 0 | 0  | 0  | 0  |
| 3.   | Montenegro | 0  | 0 | 0 | 0 | 0 | 0  | 0  | 0  |
| 4.   | Svizzera   | 0  | 0 | 0 | 0 | 0 | 0  | 0  | 0  |

#### Risultati
| Oslo 16 gennaio 2026, ore 18:00 | Slovenia | – | Montenegro | Telenor Arena |

| Oslo 16 gennaio 2026, ore 20:30 | Fær Øer | – | Svizzera | Telenor Arena |

| Oslo 18 gennaio 2026, ore 18:00 | Montenegro | – | Fær Øer | Telenor Arena |

| Oslo 18 gennaio 2026, ore 20:30 | Svizzera | – | Slovenia | Telenor Arena |

| Oslo 20 gennaio 2026, ore 18:00 | Montenegro | – | Svizzera | Telenor Arena |

| Oslo 20 gennaio 2026, ore 20:30 | Slovenia | – | Fær Øer | Telenor Arena |

### Girone E

#### Classifica
| Pos. | Squadra     | Pt | G | V | N | P | GF | GS | DR |
| ---- | ----------- | -- | - | - | - | - | -- | -- | -- |
| 1.   | Svezia      | 0  | 0 | 0 | 0 | 0 | 0  | 0  | 0  |
| 2.   | Croazia     | 0  | 0 | 0 | 0 | 0 | 0  | 0  | 0  |
| 3.   | Paesi Bassi | 0  | 0 | 0 | 0 | 0 | 0  | 0  | 0  |
| 4.   | Georgia     | 0  | 0 | 0 | 0 | 0 | 0  | 0  | 0  |

#### Risultati
| Malmö 17 gennaio 2026, ore 18:00 | Croazia | – | Georgia | Malmö Arena |

| Malmö 17 gennaio 2026, ore 20:30 | Svezia | – | Paesi Bassi | Malmö Arena |

| Malmö 19 gennaio 2026, ore 18:00 | Paesi Bassi | – | Croazia | Malmö Arena |

| Malmö 19 gennaio 2026, ore 20:30 | Georgia | – | Svezia | Malmö Arena |

| Malmö 21 gennaio 2026, ore 18:00 | Paesi Bassi | – | Georgia | Malmö Arena |

| Malmö 21 gennaio 2026, ore 20:30 | Svezia | – | Croazia | Malmö Arena |

### Girone F

#### Classifica
| Pos. | Squadra  | Pt | G | V | N | P | GF | GS | DR |
| ---- | -------- | -- | - | - | - | - | -- | -- | -- |
| 1.   | Ungheria | 0  | 0 | 0 | 0 | 0 | 0  | 0  | 0  |
| 2.   | Islanda  | 0  | 0 | 0 | 0 | 0 | 0  | 0  | 0  |
| 3.   | Polonia  | 0  | 0 | 0 | 0 | 0 | 0  | 0  | 0  |
| 4.   | Italia   | 0  | 0 | 0 | 0 | 0 | 0  | 0  | 0  |

#### Risultati
| Kristianstad 16 gennaio 2026, ore 18:00 | Islanda | – | Italia | Kristianstad Arena |

| Kristianstad 16 gennaio 2026, ore 20:30 | Ungheria | – | Polonia | Kristianstad Arena |

| Kristianstad 18 gennaio 2026, ore 18:00 | Polonia | – | Islanda | Kristianstad Arena |

| Kristianstad 18 gennaio 2026, ore 20:30 | Italia | – | Ungheria | Kristianstad Arena |

| Kristianstad 20 gennaio 2026, ore 18:00 | Polonia | – | Italia | Kristianstad Arena |

| Kristianstad 20 gennaio 2026, ore 20:30 | Ungheria | – | Islanda | Kristianstad Arena |

## Main Round

### Gruppo I

#### Classifica
| Pos. | Squadra | Pt | G | V | N | P | GF | GS | DR |
| ---- | ------- | -- | - | - | - | - | -- | -- | -- |
| 1.   |         | 0  | 0 | 0 | 0 | 0 | 0  | 0  | 0  |
| 2.   |         | 0  | 0 | 0 | 0 | 0 | 0  | 0  | 0  |
| 3.   |         | 0  | 0 | 0 | 0 | 0 | 0  | 0  | 0  |
| 4.   |         | 0  | 0 | 0 | 0 | 0 | 0  | 0  | 0  |
| 5.   |         | 0  | 0 | 0 | 0 | 0 | 0  | 0  | 0  |
| 6.   |         | 0  | 0 | 0 | 0 | 0 | 0  | 0  | 0  |

#### Risultati
| Herning 22 gennaio 2026 | non conosciuta | – | non conosciuta | Jyske Bank Boxen |

| Herning 22 gennaio 2026 | non conosciuta | – | non conosciuta | Jyske Bank Boxen |

| Herning 22 gennaio 2026 | non conosciuta | – | non conosciuta | Jyske Bank Boxen |

| Herning 24 gennaio 2026 | non conosciuta | – | non conosciuta | Jyske Bank Boxen |

| Herning 24 gennaio 2026 | non conosciuta | – | non conosciuta | Jyske Bank Boxen |

| Herning 24 gennaio 2026 | non conosciuta | – | non conosciuta | Jyske Bank Boxen |

| Herning 26 gennaio 2026 | non conosciuta | – | non conosciuta | Jyske Bank Boxen |

| Herning 26 gennaio 2026 | non conosciuta | – | non conosciuta | Jyske Bank Boxen |

| Herning 26 gennaio 2026 | non conosciuta | – | non conosciuta | Jyske Bank Boxen |

| Herning 28 gennaio 2026 | non conosciuta | – | non conosciuta | Jyske Bank Boxen |

| Herning 28 gennaio 2026 | non conosciuta | – | non conosciuta | Jyske Bank Boxen |

| Herning 28 gennaio 2026 | non conosciuta | – | non conosciuta | Jyske Bank Boxen |

### Gruppo II

#### Classifica
| Pos. | Squadra | Pt | G | V | N | P | GF | GS | DR |
| ---- | ------- | -- | - | - | - | - | -- | -- | -- |
| 1.   |         | 0  | 0 | 0 | 0 | 0 | 0  | 0  | 0  |
| 2.   |         | 0  | 0 | 0 | 0 | 0 | 0  | 0  | 0  |
| 3.   |         | 0  | 0 | 0 | 0 | 0 | 0  | 0  | 0  |
| 4.   |         | 0  | 0 | 0 | 0 | 0 | 0  | 0  | 0  |
| 5.   |         | 0  | 0 | 0 | 0 | 0 | 0  | 0  | 0  |
| 6.   |         | 0  | 0 | 0 | 0 | 0 | 0  | 0  | 0  |

#### Risultati
| Malmö 23 gennaio 2026 | non conosciuta | – | non conosciuta | Malmö Arena |

| Malmö 23 gennaio 2026 | non conosciuta | – | non conosciuta | Malmö Arena |

| Malmö 23 gennaio 2026 | non conosciuta | – | non conosciuta | Malmö Arena |

| Malmö 25 gennaio 2026 | non conosciuta | – | non conosciuta | Malmö Arena |

| Malmö 25 gennaio 2026 | non conosciuta | – | non conosciuta | Malmö Arena |

| Malmö 25 gennaio 2026 | non conosciuta | – | non conosciuta | Malmö Arena |

| Malmö 27 gennaio 2026 | non conosciuta | – | non conosciuta | Malmö Arena |

| Malmö 27 gennaio 2026 | non conosciuta | – | non conosciuta | Malmö Arena |

| Malmö 27 gennaio 2026 | non conosciuta | – | non conosciuta | Malmö Arena |

| Malmö 28 gennaio 2026 | non conosciuta | – | non conosciuta | Malmö Arena |

| Malmö 28 gennaio 2026 | non conosciuta | – | non conosciuta | Malmö Arena |

| Malmö 28 gennaio 2026 | non conosciuta | – | non conosciuta | Malmö Arena |

## Fase a eliminazione diretta

### Tabellone
|  | Semifinali | Semifinali | Semifinali |  |  | Finale | Finale | Finale |  |
|  |            |            |            |  |  |        |        |        |  |
|  |            |            |            |  |  |        |        |        |  |
|  |            |            |            |  |  |        |        |        |  |
|  |            |            |            |  |  |        |        |        |  |
|  |            |            |            |  |  |        |        |        |  |
|  |            |            |            |  |  |        |        |        |  |
|  |            |            |            |  |  |        |        |        |  |
|  |            |            |            |  |  |        |        |        |  |
|  |            |            |            |  |  |        |        |        |  |
|  |            |            |            |  |  |        |        |        |  |

### Semifinali
| Herning 30 gennaio 2026 | non conosciuta | – | non conosciuta | Jyske Bank Boxen |

| Herning 30 gennaio 2026 | non conosciuta | – | non conosciuta | Jyske Bank Boxen |

### Finale 5º posto
| Herning 30 gennaio 2026 | non conosciuta | – | non conosciuta | Jyske Bank Boxen |

### Finale 3º posto
| Herning 1º febbraio 2026 | non conosciuta | – | non conosciuta | Jyske Bank Boxen |

### Finale
| Herning 1º febbraio 2026 | non conosciuta | – | non conosciuta | Jyske Bank Boxen |

## Classifica finale
| Pos.    | Nazione |
| ------- | ------- |
| Oro     |         |
| Argento |         |
| Bronzo  |         |
| 4       |         |
| 5       |         |
| 6       |         |
| 7       |         |
| 8       |         |
| 9       |         |
| 10      |         |
| 11      |         |
| 12      |         |
| 13      |         |
| 14      |         |
| 15      |         |
| 16      |         |
| 17      |         |
| 18      |         |
| 19      |         |
| 20      |         |
| 21      |         |
| 22      |         |
| 23      |         |
| 24      |         |